# Damião Samardzis
Damião (em grego: Δαμιανός) (nascido: Dimitrios Georgiou Samardzis, em grego: Δημήτριος Γεωργίου Σαμαρτζής; 4 de abril de 1935, Atenas, Grécia) é um clérigo e teólogo grego, hierarca do Patriarcado de Jerusalém, Primaz da Igreja Autônoma do Monte Sinai, com o título de Arcebispo do Monte Sinai e Raithu.

## Biografia
Dimitrios estudou na Faculdade de Teologia da Universidade de Atenas, onde se formou em 1959. Enquanto estudava na universidade, assistiu a palestras sobre medicina. Após completar o serviço militar, em 1961 foi aceito como noviço no Mosteiro de Santa Catarina, no Monte Sinai. Em 1962 foi ordenado hierodiácono e em 1965 como hieromonge. Entre 1970-1971, também serviu em missões em outra região da África, sendo chamado de volta ao Sinai, onde serviu como secretário do conselho de anciãos do mosteiro, professor na escola do mosteiro no Cairo, e médico para os beduínos.
Damião foi eleito em 1973 como abade do mosteiro do Sinai e Arcebispo do Monte Sinai e Raithu. Foi ordenado pelo Patriarca Bento de Jerusalém.
Reside no Cairo.